# Sapekhburto K'lubi Shukura Kobuleti
La Sapekhburto K'lubi Shukura Kobuleti (in georgiano საფეხბურთო კლუბი შუქურა ქობულეთი?), meglio nota come Shukura Kobuleti è una società calcistica georgiana con sede nella città di Kobuleti. Milita nella Liga 4, la quarta divisione del campionato georgiano.

## Storia
Fondato nel 1968, lo Shukura vanta tre partecipazioni alla terza serie sovietica.
A seguito dell'indipendenza della Georgia nel 1990, il club venne iscritto in seconda serie, ottenendo la promozione in Umaglesi Liga per la stagione 1993-1994. La squadra retrocesse immediatamente dopo solo una stagione in massima serie.
Nel decennio successivo ottenne un'altra promozione per la stagione 2003-2004, ma a causa di problemi finanziari, lo Shukura dovette rinunciare all'iscrizione in massima serie.
Nella stagione 2011-2012 lo Shukura ha vinto il campionato di terza serie ed è stato promosso in seconda divisione. Al termine della stagione 2013-2014, la squadra è stata promossa in massima serie, raggiungendo anche le semifinali della Coppa di Georgia, dopo aver eliminato squadre di massima serie come il WIT Georgia e il Merani Mart'vili.
Nell'ottobre del 2019 Giorgi Shashiashvili è stato nominato allenatore dello Shukura e un anno dopo la squadra è riuscito a centrare la promozione.

## Palmarès

### Competizioni nazionali
- Erovnuli Liga 2: 5

1992-1993, 2003-2004, 2013-2014, 2020, 2022

### Altri piazzamenti
- Coppa di Georgia:

Semifinalista: 2021
- Erovnuli Liga 2:

Terzo posto: 2012-2013